# Heubacher See
Der Heubacher See, auch Haibacher See, ist ein kleines Gewässer in Erfurt, welches durch einen Erdfall entstanden ist und unregelmäßig im Frühjahr Wasser führt. Dieser Erdfall ist als „Erdfall Heubacher See“ als Naturdenkmal ausgezeichnet. Der See liegt zwischen dem Erfurter Ortsteil Töttelstädt und der Gemeinde Bienstädt im Landkreis Gotha auf Töttelstädter Gemarkung.
Direkt nordwestlich des Sees befindet sich der Geschützte Landschaftsbestandteil „Gehölze am Heubacher See“.